# La Fanchen
La Fanchen (xinès simplificat: 落凡尘, pinyin: Là Fánchén, literalment 'Deixant el món mundà'); en anglès: Into the Mortal World) és una pel·lícula d'animació xinesa del 2024. Estrenada el 12 de juliol del 2024, fou seleccionada per a l'edició de 2025 del Festival d'Annecy.
Adapta la història clàssica Niulang Zhinü, i segueix a Jinfeng, aprenent frustrat del Déu de la Guerra,i fill de Zhinü, la Deessa del Teixir; i a la xica teixidora, qui es rebel·la contra la llei del Cel que prohibeix que els déus s'enamoren i formen una família amb els mortals.